# Erkan Mumcu
 (signalé en mai 2025).
Si vous disposez d'ouvrages ou d'articles de référence ou si vous connaissez des sites web de qualité traitant du thème abordé ici, merci de compléter l'article en donnant les références utiles à sa vérifiabilité et en les liant à la section « Notes et références ».
- Archive Wikiwix
- Bing
- Cairn
- DuckDuckGo
- E. Universalis
- Gallica
- Google
- G. Books
- G. News
- G. Scholar
- Persée
- Qwant
- (zh) Baidu
- (ru) Yandex
- (wd) trouver des œuvres sur Wikidata

Erkan Mumcu né 1er mai 1963 à Yalvaç, est un homme politique turc.
Diplômé de la faculté de droit de l'Université d'Istanbul. Membre du parti de la mère patrie (ANAP), conseiller du président de ce parti (1995-1996) Mesut Yılmaz. Député d'Isparta (1996-2007), secrétaire général d'ANAP (1997-1998), vice-président d'ANAP (1997-1998 et 2001-2002), ministre du tourisme (1999-2001), membre du parti de la justice et du développement (2002-2005), ministre de l'éducation nationale (2002-2003), ministre de la culture (2003) et ministre de la culture et du tourisme (2003-2005), président d'ANAP (2005-2008)